# Majd újra lesz nyár (film)
A Majd újra lesz nyár (eredeti cím: How I Live Now)  2013-ban bemutatott kanadai-brit spekulatív filmdráma, melyet Kevin Macdonald rendezett. A forgatókönyv Meg Rosoff azonos című 2004-es regénye alapján készült. A főbb szerepekben Saoirse Ronan, George MacKay, Tom Holland, Harley Bird, Anna Chancellorés Corey Johnson látható. A film forgatása 2012 júniusában kezdődött Angliában és Walesben.
Elsőként a 2013-as Torontói Nemzetközi Filmfesztiválon mutatták be. Az Amerikai Egyesült Államokban 2013. október 4-én, Magyarországon október 3-án került mozikba.

## Szereplők
| Színész         | Szerep                    | Magyar hang     |
| --------------- | ------------------------- | --------------- |
| Saoirse Ronan   | Daisy                     | Kántor Kitty    |
| George MacKay   | Eddie                     | Czető Roland    |
| Tom Holland     | Isaac                     | Penke Bence     |
| Harley Bird     | Piper                     | Hermann Lilla   |
| Anna Chancellor | Penn néni                 | Egri Márta      |
| Danny McEvoy    | Joe                       | Ungvári Gergely |
| Corey Johnson   | hivatalnok a konzulátuson | Pavletits Béla  |
| Colin Oliver    | katonai őrmester          | Maday Gábor     |